# جایزه بزرگ موناکو ۲۰۲۲
جایزه بزرگ موناکو ۲۰۲۲ (که به‌طور رسمی با نام فرمول ۱ جایزه بزرگ موناکو ۲۰۲۲ شناخته می‌شود) یک مسابقه اتومبیل‌رانی فرمول یک است که در تاریخ ۲۹ مه ۲۰۲۲ در پیست موناکو در مونت‌کارلو، موناکو برگزار می‌شود. این مسابقه هفتاد و نهمین دوره جایزه بزرگ موناکو و هفتمین دور از مسابقات فرمول یک فصل ۲۰۲۲ است.
شارل لکلرک جلوتر از کارلوس ساینز و سرجیو پرز در خط یک شروع مسابقه قرار گرفته بود. این مسابقه پس از ۶۵ دقیقه تاخیر آغاز شد. لکلرک به دلیل خطای استراتژی برتری مسابقه را از دست داد و پس از ماکس فرستاپن و ساینز به رتبه چهارم سقوط کرد، در آخر پرز در مسابقه پیروز شد.

## زمینه

### جدول رده‌بندی قهرمانی قبل از مسابقه
ماکس فرستاپن پس از دور ششم در اسپانیا، با ۱۱۰ امتیاز، ۶ امتیاز بیشتر از شارل لکلرک در رده دوم و ۲۵ امتیاز بیشتر از سرجیو پرز در رتبه سوم، صدرنشین جدول قهرمانی رانندگان است. در جدول قهرمانی سازندگان، ردبول ریسینگ با ۱۹۵ امتیاز صدرنشین است. فراری با ۱۶۸ امتیاز و مرسدس با ۱۲۰ امتیاز در رده دوم و سوم قرار دارند.

### شرکت کنندگان
رانندگان و تیم‌ها همان لیست ورود به فصل هستند و هیچ راننده دیگری برای مسابقه حضور ندارد.

### انتخاب تایر
تأمین کننده تایر پیرلی ترکیبات سی۳، سی۴ و سی۵ (به ترتیب سخت، متوسط و نرم) را برای استفاده تیم‌ها در مسابقه اختصاص داده‌است.

## تمرین
قرار است سه جلسه تمرینی برای این جایزه بزرگ برگزار شود که هر جلسه یک ساعت طول می‌کشد. برای اولین بار برخلاف سنت موناکو، دو جلسه تمرین در روز پنج شنبه برگزار نمی‌شود، بلکه در روز جمعه در هماهنگی با سایر آخر هفته‌ی جایزه بزرگ‌ها در طول فصل برگزار می‌شود. اولین و دومین جلسه تمرین روز جمعه ۲۷ مه در ساعت ۱۴:۰۰ و ۱۷:۰۰ به وقت محلی (یوتی‌سی ۲:۰۰+) و سومین جلسه تمرین شنبه ۲۸ مه ساعت ۱۳:۰۰ به وقت محلی برگزار شد.
شارل لکلرک در هر دو جلسه تمرین سریع‌ترین دور را ثبت کرد، جلوتر از سرجیو پرز و کارلوس ساینز در تمرین اول، و جلوتر از ساینز و پرز در تمرین دوم. همچنین هر دو جلسه تمرین دارای یک پرچم قرمز بودند؛ در تمرین اول، با توقف میک شوماخر در کنار پیت‌لین با مشکل گیربکس همراه بود، در حالی که دنیل ریکاردو در تمرین دوم تصادف کرد. در تمرین سوم، سرجیو پرز جلوتر از لکلرک و ساینز سریع‌ترین دور را ثبت بود.

## تعیین خط
تعیین خط ساعت ۱۶:۰۰ به وقت محلی در تاریخ ۲۸ مه برگزار می‌شود.

### رده‌بندی تعیین خط
| جایگاه              | راننده         | شماره | تیم                   | زمان‌ها    | زمان‌ها    | زمان‌ها    | نوبت نهایی |
| جایگاه              | راننده         | شماره | تیم                   | مرحله اول | مرحله دوم | مرحله سوم | نوبت نهایی |
| ------------------- | -------------- | ----- | --------------------- | --------- | --------- | --------- | ---------- |
| ۱                   | شارل لکلرک     | ۱۶    | فراری                 | ۱:۱۲٫۵۶۹  | ۱:۱۱٫۸۶۴  | ۱:۱۱٫۳۷۶  | ۱          |
| ۲                   | کارلوس ساینز   | ۵۵    | فراری                 | ۱:۱۲٫۶۱۶  | ۱:۱۲٫۰۷۴  | ۱:۱۱٫۶۰۱  | ۲          |
| ۳                   | سرجیو پرز      | ۱۱    | ردبول ریسینگ-آربی‌پی‌تی | ۱:۱۳٫۰۰۴  | ۱:۱۱٫۹۵۴  | ۱:۱۱٫۶۲۹  | ۳          |
| ۴                   | ماکس فرستاپن   | ۱     | ردبول ریسینگ-آربی‌پی‌تی | ۱:۱۲٫۹۹۳  | ۱:۱۲٫۱۱۷  | ۱:۱۱٫۶۶۶  | ۴          |
| ۵                   | لاندو نوریس    | ۴     | مک‌لارن-مرسدس          | ۱:۱۲٫۹۲۷  | ۱:۱۲٫۲۶۶  | ۱:۱۱٫۸۴۹  | ۵          |
| ۶                   | جورج راسل      | ۶۳    | مرسدس                 | ۱:۱۲٫۷۸۷  | ۱:۱۲٫۶۱۷  | ۱:۱۲٫۱۱۲  | ۶          |
| ۷                   | فرناندو آلونسو | ۱۴    | آلپاین-رنو            | ۱:۱۳٫۳۹۴  | ۱:۱۲٫۶۸۸  | ۱:۱۲٫۲۴۷  | ۷          |
| ۸                   | لوییس همیلتون  | ۴۴    | مرسدس                 | ۱:۱۳٫۴۴۴  | ۱:۱۲٫۵۹۵  | ۱:۱۲٫۵۶۰  | ۸          |
| ۹                   | سباستین فتل    | ۵     | استون مارتین-مرسدس    | ۱:۱۳٫۳۱۳  | ۱:۱۲٫۶۱۳  | ۱:۱۲٫۷۳۲  | ۹          |
| ۱۰                  | استابان اوکون  | ۳۱    | آلپاین-رنو            | ۱:۱۲٫۸۴۸  | ۱:۱۲٫۵۲۸  | ۱:۱۳٫۰۴۷  | ۱۰         |
| ۱۱                  | یوکی سونودا    | ۲۲    | آلفاتاوری-آربی‌پی‌تی    | ۱:۱۳٫۱۱۰  | ۱:۱۲٫۷۹۷  | —         | ۱۱         |
| ۱۲                  | والتری بوتاس   | ۷۷    | آلفارومئو-فراری       | ۱:۱۳٫۵۴۱  | ۱:۱۲٫۹۰۹  | —         | ۱۲         |
| ۱۳                  | کوین مگنوسن    | ۲۰    | هاس-فراری             | ۱:۱۳٫۰۶۹  | ۱:۱۲٫۹۲۱  | —         | ۱۳         |
| ۱۴                  | دنیل ریکیاردو  | ۳     | مک‌لارن-مرسدس          | ۱:۱۳٫۳۳۸  | ۱:۱۲٫۹۶۴  | —         | ۱۴         |
| ۱۵                  | میک شوماخر     | ۴۷    | هاس-فراری             | ۱:۱۳٫۴۶۹  | ۱:۱۳٫۰۸۱  | —         | ۱۵         |
| ۱۶                  | الکساندر آلبون | ۲۳    | ویلیامز-مرسدس         | ۱:۱۳٫۶۱۱  | —         | —         | ۱۶         |
| ۱۷                  | پیر گاسلی      | ۱۰    | آلفاتاوری-آربی‌پی‌تی    | ۱:۱۳٫۶۶۰  | —         | —         | ۱۷         |
| ۱۸                  | لانس استرول    | ۱۸    | استون مارتین-مرسدس    | ۱:۱۳٫۶۷۸  | —         | —         | ۱۸         |
| ۱۹                  | نیکلاس لطیفی   | ۶     | ویلیامز-مرسدس         | ۱:۱۴٫۴۰۳  | —         | —         | ۱۹         |
| ۲۰                  | گوانیو ژو      | ۲۴    | آلفارومئو-فراری       | ۱:۱۵٫۶۰۶  | —         | —         | ۲۰         |
| زمان ۱۰۷٪: ۱:۱۷٫۶۴۸ |                |       |                       |           |           |           |            |
| منابع:              |                |       |                       |           |           |           |            |

## مسابقه
این مسابقه ساعت ۱۵:۰۰ به وقت محلی، در تاریخ ۲۹ مه برگزار شد.

### رده‌بندی مسابقه
| جایگاه                                                       | شماره | راننده         | سازنده                | دور | زمان        | امتیاز |
| ------------------------------------------------------------ | ----- | -------------- | --------------------- | --- | ----------- | ------ |
| ۱                                                            | ۱۱    | سرجیو پرز      | ردبول ریسینگ-آربی‌پی‌تی | ۶۴  | ۱:۵۶:۳۰٫۲۶۵ | ۲۵     |
| ۲                                                            | ۵۵    | کارلوس ساینز   | فراری                 | ۶۴  | ۱٫۱۵۴+      | ۱۸     |
| ۳                                                            | ۱     | ماکس فرستاپن   | ردبول ریسینگ-آربی‌پی‌تی | ۶۴  | ۱٫۴۹۱+      | ۱۵     |
| ۴                                                            | ۱۶    | شارل لکلرک     | فراری                 | ۶۴  | ۲٫۹۲۲+      | ۱۲     |
| ۵                                                            | ۶۳    | جورج راسل      | مرسدس                 | ۶۴  | ۱۱٫۹۶۸+     | ۱۰     |
| ۶                                                            | ۴     | لاندو نوریس    | مک‌لارن-مرسدس          | ۶۴  | ۱۲٫۲۳۱+     | ۹۱     |
| ۷                                                            | ۱۴    | فرناندو آلونسو | آلپاین-رنو            | ۶۴  | ۴۶٫۳۵۸+     | ۶      |
| ۸                                                            | ۴۴    | لوییس همیلتون  | مرسدس                 | ۶۴  | ۵۰٫۳۸۸+     | ۴      |
| ۹                                                            | ۷۷    | والتری بوتاس   | آلفارومئو-فراری       | ۶۴  | ۵۲٫۵۲۵+     | ۲      |
| ۱۰                                                           | ۵     | سباستین فتل    | استون مارتین-مرسدس    | ۶۴  | ۵۳٫۵۳۶+     | ۱      |
| ۱۱                                                           | ۱۰    | پیر گسلی       | آلفاتاوری-آربی‌پی‌تی    | ۶۴  | ۵۴٫۲۸۹+     |        |
| ۱۲                                                           | ۳۱    | استابان اوکون  | آلپاین-رنو            | ۶۴  | ۵۵٫۶۴۴+۲    |        |
| ۱۳                                                           | ۳     | دنیل ریکیاردو  | مک‌لارن-مرسدس          | ۶۴  | ۵۷٫۶۳۵+     |        |
| ۱۴                                                           | ۱۸    | لانس استرول    | استون مارتین-مرسدس    | ۶۴  | ۱:۰۰٫۸۰۲+   |        |
| ۱۵                                                           | ۶     | نیکلاس لطیفی   | ویلیامز-مرسدس         | ۶۳  | +۱ دور      |        |
| ۱۶                                                           | ۲۴    | گوانیو ژو      | آلفارومئو-فراری       | ۶۳  | +۱ دور      |        |
| ۱۷                                                           | ۲۲    | یوکی سونودا    | آلفاتاوری-آربی‌پی‌تی    | ۶۳  | +۱ دور      |        |
| ب.                                                           | ۲۳    | الکساندر آلبون | ویلیامز-مرسدس         | ۴۸  | مکانیکی۳    |        |
| ب.                                                           | ۴۷    | میک شوماخر     | هاس-فراری             | ۲۴  | تصادف       |        |
| ب.                                                           | ۲۰    | کوین مگنوسن    | هاس-فراری             | ۱۹  | فشار آب     |        |
| سریع‌ترین دور: لاندو نوریس (مک‌لارن-مرسدس) - ۱:۱۴٫۶۹۳ (دور ۵۵) |       |                |                       |     |             |        |
| منابع:                                                       |       |                |                       |     |             |        |

یادداشت‌ها
- ^ ۱ – یک امتیاز برای سریع‌ترین دور.[۱۶]
- ^ ۲ – استابان اوکون نهم شد، اما به دلیل برخورد با لوییس همیلتون، پنج ثانیه جریمه دریافت کرد.[۱۵]
- ^ ۳ – الکساندر آلبون به دلیل خروج از مسیر و کسب برتری پنج ثانیه جریمه دریافت کرد. به دلیل پایان نرساندن مسابقه، جایگاه نهایی او تحت تأثیر جریمه قرار نگرفت.[۱۵]

## رده‌بندی قهرمانی پس از مسابقه
جدول رده‌بندی قهرمانی رانندگان
| ت. ج  | جایگاه | راننده       | امتیازات |
| ----- | ------ | ------------ | -------- |
|       | ۱      | ماکس فرستاپن | ۱۲۵      |
|       | ۲      | شارل لکلرک   | ۱۱۶      |
|       | ۳      | سرجیو پرز    | ۱۱۰      |
|       | ۴      | جورج راسل    | ۸۴       |
|       | ۵      | کارلوس ساینز | ۸۳       |
| منبع: |        |              |          |

جدول رده‌بندی قهرمانی سازندگان
| ت. ج  | جایگاه | سازنده                | امتیازات |
| ----- | ------ | --------------------- | -------- |
|       | ۱      | ردبول ریسینگ-آربی‌پی‌تی | ۲۳۵      |
|       | ۳      | فراری                 | ۱۹۹      |
|       | ۲      | مرسدس                 | ۱۳۴      |
|       | ۴      | مک‌لارن-مرسدس          | ۵۹       |
|       | ۵      | آلفارومئو-فراری       | ۴۱       |
| منبع: |        |                       |          |

- یادداشت: فقط پنج رده برتر برای هر دو مجموعه رده‌بندی قرار داده شده است.